# Coppa dell'Imperatore 1986
La Coppa dell'Imperatore 1986 (第66回天皇杯全日本サッカー選手権大会?, Dai 66-kai Tennōhai Zen Nippon Sakkaa Senshuken Taika) è stata la sessantaseiesima edizione della coppa nazionale giapponese di calcio.

## Formula
Viene confermata la formula della manifestazione introdotta nella stagione 1972.
Partecipano i dodici club iscritti alla prima divisione della Japan Soccer League, più altre venti squadre scelte dai campionati regionali.
Poco prima dell'inizio della manifestazione il Furukawa Electric ritirerà la propria iscrizione per via del contemporaneo impegno al Campionato d'Asia per club: in seguito a tale avvenimento lo Hyogo Teachers otterrà la qualificazione d'ufficio al secondo turno.

## Squadre partecipanti
Japan Soccer League
- Furukawa Electric
- Honda Motor
- Nippon Kokan
- Fujita
- Nissan Motors
- Yamaha Motors
- Mitsubishi HI
- Hitachi
- Yomiuri
- Yanmar Diesel
- Matsushita Electric
- Mazda

Squadre regionali
- ANA Yokohama (Kantō)
- Akita Yakuba (Tohoku)
- Fujieda City Hall (Tokai)
- Fukuoka Daigaku (Kyūshū)
- Hyogo Teachers (Kansai)
- Kawasaki Steel (Chūgoku)
- Kochi University (Shikoku)
- Kofu Club (Kantō)
- Kokushikan Daigaku (Kantō)
- Nippon Steel (Kyūshū)
- NTT Kansai (Kansai)
- Osaka Gas (Kansai)
- Sapporo University (Hokkaidō)
- Seino (Tokai)
- Tanabe Pharma (Kansai)
- Teijin (Shikoku)
- Toshiba (Kantō)
- Toyota Motors (Tokai)
- Ueda Gentian (Koshinetsu)
- Waseda Daigaku (Kantō)

## Date
| Turno            | Data             |                 |
| ---------------- | ---------------- | --------------- |
| Primo turno      | 20 dicembre 1986 |                 |
| Secondo turno    | 21 dicembre 1986 |                 |
| Quarti di finale | 28 dicembre 1986 |                 |
| Semifinali       | 30 dicembre 1986 |                 |
| Finale           | 1º gennaio 1987  | 1º gennaio 1987 |

## Risultati

### Primo turno
| Squadra 1      | Risultato                     | Squadra 2           |
| -------------- | ----------------------------- | ------------------- |
| Hyogo Teachers | [ 4 ]                         | Furukawa Electric   |
| Teijin         | 0 - 1                         | Osaka Gas           |
| Yomiuri        | 3 - 1                         | Fukuoka Daigaku     |
| Hitachi        | 1 - 1 (d.t.s.) 7 - 8 (d.c.r.) | Nippon Steel        |
| Nissan Motors  | 3 - 0                         | Kawasaki Steel      |
| NTT Kansai     | 0 - 4                         | Mazda               |
| Seino          | 3 - 2                         | Tanabe Pharma       |
| Fujita         | 3 - 0                         | Kochi University    |
| Honda Motor    | 3 - 0                         | Fujieda City Hall   |
| Toyota Motors  | 1 - 1 (d.t.s.) 1 - 3 (d.c.r.) | Matsushita Electric |
| Toshiba        | 0 - 1                         | Yamaha Motors       |
| Mitsubishi HI  | 4 - 2                         | Kofu Club           |
| Waseda Daigaku | 0 - 1                         | Yanmar Diesel       |
| Akita Yakuba   | 0 - 0 (d.t.s.) 3 - 5 (d.c.r.) | Kokushikan Daigaku  |
| Ueda Gentian   | 1 - 7                         | Nippon Kokan        |

### Secondo turno
| Squadra 1          | Risultato                     | Squadra 2           |
| ------------------ | ----------------------------- | ------------------- |
| Osaka Gas          | 1 - 1 (d.t.s.) 2 - 3 (d.c.r.) | Hyogo Teachers      |
| Yomiuri            | 2 - 1                         | Nippon Steel        |
| Nissan Motors      | 2 - 0                         | Mazda               |
| Seino              | 0 - 2                         | Fujita              |
| Honda Motor        | 5 - 1                         | ANA Yokohama        |
| Yamaha Motors      | 2 - 0                         | Matsushita Electric |
| Mitsubishi HI      | 0 - 1                         | Yanmar Diesel       |
| Kokushikan Daigaku | 1 - 6                         | Nippon Kokan        |

### Quarti di finale
| Squadra 1     | Risultato                     | Squadra 2      |
| ------------- | ----------------------------- | -------------- |
| Nissan Motors | 2 - 0                         | Fujita         |
| Yomiuri       | 5 - 0                         | Hyogo Teachers |
| Honda Motor   | 2 - 2 (d.t.s.) 2 - 4 (d.c.r.) | Yamaha Motors  |
| Nippon Kokan  | 3 - 0                         | Yanmar Diesel  |

### Semifinali
| Squadra 1     | Risultato                     | Squadra 2     |
| ------------- | ----------------------------- | ------------- |
| Nissan Motors | 1 - 1 (d.t.s.) 3 - 4 (d.c.r.) | Yomiuri       |
| Nippon Kokan  | 1 - 0                         | Yamaha Motors |

### Finale
| Tokyo 1º gennaio 1987           | Yomiuri   | 2 – 1    | Nippon Kokan | National Stadium |
| Totsuka Kato Marcatori Matsuura |           |          |              |                  |
|                                 |           |          |              |                  |
| Totsuka Kato                    | Marcatori | Matsuura |              |                  |

| Yomiuri | Nippon Kokan |

#### Formazioni
| Yomiuri          |    |                   |  |          |
|                  |    |                   |  |          |
| P                | 21 | Shinkichi Kikuchi |  |          |
| D                | 3  | Yasutarō Matsuki  |  |          |
| D                | 20 | Takayoshi Okuda   |  | Uscita   |
| D                | 5  | Hisashi Katō      |  |          |
| D                | 7  | Yoshinori Senbiki |  |          |
| C                | 26 | Edson             |  |          |
| C                | 4  | Jorge Toledo      |  |          |
| C                | 8  | Ruy Ramos         |  |          |
| A                | 13 | Kazuhiro Yuda     |  |          |
| A                | 8  | Tetsuya Totsuka   |  |          |
| A                | 22 | Nobuhiro Takeda   |  |          |
| A disposizione:  |    |                   |  |          |
| A                | 19 | Yasuyuki Kishino  |  | Ingresso |
| Allenatore:      |    |                   |  |          |
| George Yonashiro |    |                   |  |          |

| Nippon Kokan       |    |                   |
|                    |    |                   |
| P                  | 31 | Haruhito Ueda     |
| D                  | 18 | Koichi Osono      |
| D                  | 6  | Kōji Tanaka       |
| D                  | 2  | Kuniharu Nakamoto |
| D                  | 5  | Hisao Kuramata    |
| C                  | 10 | Akira Kawakami    |
| C                  | 25 | Katsuyoshi Tamura |
| C                  | 16 | Koji Oikawa       |
| A                  | 15 | Nobuyo Fujishiro  |
| A                  | 9  | Toshio Matsuura   |
| A                  | 19 | Tomoyasu Asaoka   |
| Allenatore:        |    |                   |
| Yoshimasa Fukumura |    |                   |